# Anton Pannekoek
Anton Pannekoek (Vaassen, 1873. január 2. – Wageningen, 1960. április 28.) a tanácskommunizmus egyik legjelentősebb képviselője, az antileninista marxizmus, a tanácskommunizmus legismertebb teoretikusa, valamint híres holland csillagász.

## Pályafutása
Pannekoek 1873. január 2-án született, és hosszú, küzdelmes élet után 1960. április 28-án halt meg. Átélte és átpolitizálta a nemzetközi kommunista mozgalom születésétől egészen annak 1956-ot követő nagy válságáig tartó időszakot. Neve – az 1917–1923-as forradalmi hullámot követően – mégis csupán a hatvanas évek végén lett többé-kevésbé ismertté nyugaton, mikor az új utakat kereső baloldali radikálisok egy része újra felfedezte munkásságát.
A jómódú holland polgári családból származó Pannekoekot fiatalkorában elsősorban a természettudományok érdekelték. Matematikát és asztronómiát tanult, később pedig az Amszterdami Egyetemen csillagászatot oktatott. 1951-ben tudományos munkásságáért az angol Királyi Csillagászati Társaság Aranyérme nevű rangos kitüntetésben részesült. Az Amszterdami Egyetem csillagászati intézetét ma Anton Pannekoek Intézetnek hívják, de róla nevezték el a Hold egyik kráterét, illetve nevét viseli a 2378-as számú aszteroida is.

## Korai évek a munkásmozgalomban
A munkásmozgalomba 1902-ben kapcsolódott be. A Holland Szociáldemokrata Munkáspárt (SDAP) tagja lett, és ugyanebben az évben hosszú tanulmányt írt Joseph Dietzgen munkáinak holland nyelvű kiadása elé (a fordítás Herman Gorter munkája volt), amely külön brosúrában is megjelent „Joseph Dietzgen filozófiai munkásságának helye és jelentősége” címen. Pannekoek nézeteire egész életében nagy hatást gyakorolt Dietzgennek az osztályharc szubjektív faktoráról vallott véleménye, az osztálytudat hangsúlyozása.
Pannekoek a holland párt baloldalához tartozott, és részt vett a párt elméleti lapjának, a De Nieuwe Tijd-nek (Új Idő) szerkesztésében. 1906-ban a németországi Brémába költözött, de gyakran hazalátogatott. Mikor a következő évben a pártvezetés reformizmusával elégedetlen baloldaliak David Wijnkoop vezetésével megalapították új lapjukat, a De Tribune-t (Szószék), rövid hezitálás után Pannekoek is csatlakozott hozzájuk.

## A tribunisták
A pártvezetés és a baloldali ellenzék közötti viták egyre inkább elmérgesedtek, és az SDAP 1909-es deventeri konferenciáján a De Tribune szerkesztőit kizárták a pártból. A párt vezetője, Troelstra úgy gondolta, hogy a probléma ezzel megoldódott, ám a marxisták többsége inkább a kizártakkal tartott: 1909. március 14-én Amszterdamban a tribunisták megalakították saját pártjukat, az SPD-t (Szociáldemokrata Párt). A párt maga nem volt nagy – tagjainak létszáma kezdetben még az ötszáz főt sem érte el –, de kiterjedt nemzetközi kapcsolatokkal rendelkezett. Pannekoek Brémában németországi szekciót is alakított: nem véletlen, hogy az új párt nevében nem szerepelt a „holland” jelző. Pannekoek személyisége rányomta a bélyegét a német SPD brémai pártiskolájának munkájára is, amelynek célja ugyan szakszervezeti káderek képzése lett volna, ám Pannekoek radikális gondolatokat tolmácsolt a mintegy harminc hallgatónak. Bár 1907-ben a porosz hatóságok kiutasították – helyét a „katedrán” Rosa Luxemburg vette át –, tanításai gyökeret eresztettek: a világháború éveiben Bréma a németországi baloldali radikalizmus egyik fellegvára lett („Brémai baloldal”).

## Baloldali radikalizmus
1909-ben Pannekeoekot ismét Németországban találjuk. Ekkor írta meg a munkásmozgalmon belüli tendenciák elemzésével foglalkozó, alapvető fontosságú művét, amely A munkásmozgalom taktikai különbségei címet kapta. Ebben az írásában rámutatott, hogy mind a hagyományos szociáldemokrácia, mind pedig az individualista anarchizmus valójában reformizmus, sőt, az addig tisztelt „ortodox marxistának”, Karl Kautskynak is nekitámad: „radikalizmusát” „centristának” tekinti, és ezzel szemben a saját álláspontját „baloldali radikalizmusként” (németül Linksradikalismus) határozza meg. A szakítás aktusával egyben tehát maga a terminus is megszületett.
1912-ben újabb jelentős művet írt Marx és Darwin viszonyáról. Ebben kifejtette, hogy bár a marxizmus és a darwinizmus bizonyos szempontból „egy és ugyanaz”, ám míg a darwinizmus a természeti törvényeket írja le, addig a marxizmus az emberi társadalom kérdéseivel foglalkozik. Rámutat, hogy a szociáldarwinizmus ugyanakkor nem más, mint a burzsoá ideológia fegyvere egyrészt az arisztokrácia és az egyházak, másrészt viszont a proletariátus ellen: az isteni igazságok és veleszületett jogok helyére az evolúciót helyezi, ugyanakkor annak társadalmi alkalmazásával igazolja a kapitalista kizsákmányolást.

## Németország Kommunista Munkáspártja
Az első világháború kitörésekor azonnal internacionalista álláspontra helyezkedett, és az elsők között lépett fel egy új Internacionálé megalapításáért. Fontos szerepet játszott a zimmerwaldi mozgalomban. A Komintern megalakulása, de főleg a német kommunista pártban (Kommunistische Partei Deutschlands, KPD) folyó belharcokat követően azonban hamar szembefordult a lenini inspirációjú bolsevizmussal. A KPD-ből kizárt baloldaliak pártjának, a Németországi Kommunista Munkáspártnak (Kommunistische Arbeiter Partei Deutschlands, KAPD) fő ideológusaként írta meg talán legfontosabb művét 1920-ban „Világforradalom és kommunista taktika” címen. Elképzeléseire Lenin dühösen reagált a „Baloldaliság – a kommunizmus gyermekbetegsége” című füzetben. Pannekoek úgy látta, hogy a II. Internacionálé nem stratégiai gyengeségei miatt bukott el, mivel ez a stratégia éppen az Internacionálé funkciójában és szervezeti formájában gyökerezett: egy olyan korszak adekvát terméke volt, amelyben a proletárok még nem léptek túl a gazdasági és politikai reformok követelésén. Az új, forradalmi periódus nem csupán újfajta taktikát, de merőben új szervezeti formákat követel, amelyek túllépnek a (politikai) párt és a (gazdasági) szakszervezetek régi kettősségén: ez a tanács (németül rate, angolul council, oroszul szovjet). Pannekoek szerint Lenin célja a II. Internacionálé régi „vezetőségi politikájának” folytatása volt a hagyományos parlamenti- és szakszervezeti taktika alkalmazásával. Az ő véleménye szerint azonban a feladat – mindenekelőtt Nyugat-Európa országaiban – éppen a burzsoázia ideológiai hatalmának megtörése, a proletariátus programjának letisztítása lett volna – és erre teljesen alkalmatlannak látta az „elavult” parlamentarizmust és a „bérharcok hálójában vergődő” szakszervezeti mozgalmat. Ezekkel szemben az alulról megszerveződő proletár struktúrák forradalmi harcát követelte: „Amikor a tőkés termelési rendszer összeomlott, és a társadalom a forradalom állapotában van, a parlamenti tevékenység, maguknak a tömegeknek akcióival összehasonlítva, fokozatosan elveszíti jelentőségét. Amikor ilyen körülmények között a parlament az ellenforradalom központjává és szervévé válik, másfelől pedig a munkásosztály a szovjetek formájában építi saját hatalmának eszközeit, esetleg egyenesen szükségesnek bizonyulhat, hogy lemondjunk a parlamenti tevékenységben való minden néven nevezhető részvételről.”
A bolsevizmus politikáját szemlélve már 1920-ban arra a következtetésre jutott, hogy az a közeljövőben a proletariátus forradalmi harcában az első számú akadállyá változhat. 1921-ben már arról írt, hogy a szovjet rezsim valójában bürokratikus elnyomó hatalom, amely a munkások számára csak az elnyomás egy új formáját jelenti.
Bár a KAPD és társszervezetei a forradalmi hullám idején fontos szerepet játszottak, de a világforradalom elmaradt: a nemzetközi kommunista mozgalom egyértelműen a lenini utat követő tömegpártokra támaszkodott a Pannekoek és társai által favorizált tanácskommunizmus újfajta szervezetei helyett.

## A Nemzetközi Kommunisták Csoportja – kései évek
Pannekoek az 1920-as évek végén visszatért Hollandiába, ahol a Nemzetközi Kommunisták Csoportjának (Gruppe Internationaler Kommunisten, GIK) legfőbb ideológusa lett. A GIK immár nemigen foglalkozott közvetlen osztályharccal, vagy éppen „direkt akciókkal”: az eljövendő kommunista társadalom működésének kidolgozását tekintették központi feladatuknak. 1931-ben adták ki Berlinben A kommunista termelés és elosztás alapvonalai című brosúrájukat, amely jórészt Pannekoek munkája volt. Ebben az írásban fárasztó részletességgel fejtik ki az eljövendő, a tanácsrendszeren alapuló társadalom működését. Bár a kései 1960-as évek új tanácskommunistái ismét felfedezték, az írás a maga korában már nem sok vizet zavart. 1938-ban Pannekoek még egy nagyszabású könyvet írt: a Lenin mint filozófus Amszterdamban jelent meg, és nagyívű áttekintést ad a marxi gondolat kezdeteitől egészen a proletárforradalom végső – feltételezett győzelméig a proletariátus ideológiai fejlődéséről. A központi szereplő természetesen Lenin, akit Pannekoek mechanikus materialistaként, progresszivista technokrataként állít be: 
Leninnek a munkásosztályra kellett támaszkodnia, és mert az ő harcának kíméletlenül radikálisnak kellett lennie, ezért átvette a világtőke ellen harcoló nyugat-európai proletariátus legradikálisabb ideológiáját, a marxizmust. De ahogyan az orosz forradalomban két jelleg keveredett, a polgári forradalom a feladatokban, a proletárforradalom az aktív erőben, úgy az ehhez tartozó bolsevik elméletnek is egy keveréknek kellett lennie – polgári materializmusnak az alapvető nézetekben, proletár materializmusnak az osztályharc tanításában. Ezt marxizmusnak nevezték. De nyilvánvaló, hogy amit Lenin marxizmuson értett, és amit Oroszországnak a kapitalizmushoz való különös hozzáállása határozott meg, annak teljesen eltérőnek kell lennie a valódi marxizmustól, ahogyan az a fejlett kapitalista országok proletariátusában felnő. Nyugat-Európában a marxizmus egy olyan proletariátus világnézete, amely az előtt a feladat előtt áll, hogy egy, a legmagasabb fejlettségig megérett kapitalizmust, mely saját életközege, kommunizmusba fordítson át. Az orosz munkások és értelmiségiek ilyen feladatot egyáltalán nem állíthattak maguk elé. Nekik először szabad utat kellett nyitniuk saját modern nagyiparuk fejlődése számára. Az orosz bolsevikok számára a marxizmus magja nem abban a marxi tételben koncentrálódik, hogy a társadalmi lét határozza meg a tudatot, hanem a fiatal Marxnak abban a mondatában: a vallás a nép ópiuma – amely most arany betűkkel áll a moszkvai Népház előtt.
Mindez a nagyívű elméleti munka – tulajdonképpen az, hogy erre Pannekoeknak ideje jutott – azonban már a tanácskommunizmus elhalását jelezte: az egykor nagyon aktív munkásmozgalom lassanként a közgazdaságtan és a filozófia elvont szférájába visszahúzódó értelmiségiek szektájává zsugorodott. És bár Pannekoek hosszú élete végéig aktívan írt, szervezkedett és politizált, fontos szerepet már nem játszhatott a munkásmozgalom történetében, nézetei, elképzelései, munkái csak az 1968-ban tetőző újabb forradalmi hullám idején váltak valóban ismertté.

## Magyarul
- A munkások harca; Közoktatási Népbiztosság, Bp., 1919
- Vallás és szocializmus; hollandból ford. Korom Tibor; Testvériség-Egység, Újvidék, 1952